# Ribe Kunstmuseum
Ribe Kunstmuseum er et kunstmuseum etableret i 1891 og ét af landets ældste. Ribe Samlingen indeholder dansk kunst fra 1750 til 1950.

## Bygningen
Ribe Kunstmuseum ligger i en pragtvilla opført 1860-64. Her boede bomuldsfabrikant Balthazar Giørtz (1827-1891) og hans familie. Bygningen er tegnet af arkitekt og bygningsinspektør L.A. Winstrup og bliver pga. stilen kaldt Slottet. Giørtz var en af Ribes rigeste mænd, hvad huset afspejlede. Gulvene var bl.a. af marmor og egetræ, og der var indlagt gas. Giørtzfamilien flyttede dog allerede fra byen i begyndelsen af 1881, formodentlig som følge af en dampkedel-eksplosion på Giørtz' fabrik.

## Haveanlægget
Giørtz havde allerede i 1850'erne erhvervet en halv tønde land mellem Ribe Å og den nuværende Sct. Nicolaj Gade. Her anlagdes en have i engelsk stil med flere lysthuse. Over åen blev der bygget en kinesisk træbro - og grunden opdeltes på langs af en havemur, der adskilte en køkkenhave mod vest fra prydhaven. Her opførte L.A. Winstrup i 1859 det ottekantede byzantinsk-inspirerede lysthus, der stadig kan ses i museumshaven. Det har blytækket kuppeltag med spir og har indvendigt indmuret en række gipsrelieffer af Bertel Thorvaldsens arbejder.

## Museet
I 1890 gik 15 af Ribes borgere sammen og dannede en kunstforening. Året efter åbnede museet dørene til en udstilling bestående af 78 lånte værker  I årene herefter blev der - bl.a. med assistance fra Karl Madsen - dannet grundlag for en egentlig samling. Ribe Kunstmuseum huser i dag ca. 1400 værker fra 1750 til 1950, bl.a. Kristian Zahrtmanns Mit frokostbord i Portofino (1900), Michael Anchers En Barnedaab (1883-1888) samt Vilhelm Hammershøis Tre unge kvinder (1895).
Museet Eckersberg-maleri En matros, som tager afsked med sin pige blev benyttet som signaturbillede til kunstudstillingen Eckersberg - En smuk løgn (2015–2016).

### Renovering
Museets hovedbygning, den gamle havemur mod vest og pavillonen i haveanlægget er totalt fredet. De, have og forplads blev restaureret og delvist moderniseret 2009-2010 (af Jørgen Overbys Tegnestue) efter en donation på 46,5 mio. kroner fra A.P. Møller og Hustru Chastine Mc-Kinney Møllers Fond til almene Formaal. Samtidig blev der bl.a. etableret bedre klimastyring samt øget tilgængelighed. Det nyrenoverede museum blev indviet 26. november 2010 af Hendes Majestæt Dronningen.

## Besøgstal
- 2020: 37.802[6]
- 2021: 8.883[6]

## Galleri
- Museets haveside
- Museumshaven
- Johan Rohde, Ribe Domkirke, udateret, Ribe Kunstmuseum
- Jørgen Roed, Ribe Domkirke i måneskin, 1836, Ribe Kunstmuseum.jpg
- Kristian Zahrtmann, Fra Ribe domkirke. Et af kapellerne, 1875, Ribe Kunstmuseum
- Carl Thomsen, Frk. Daugård i sit hjem i Ribe, 1900, Ribe Kunstmuseum.jpg
- Knud Larsen, Ribe Domkirkes genindvielse, 1904, Ribe Kunstmuseum
- Hilmar Riberholt, Gadeparti fra Ribe, udateret, Ribe Kunstmuseum
- C.M. Soya-Jensen, Puggaardsgade, 1905, Ribe Kunstmuseum
- Caja Prytz, Forfatterinden frk. Christine Daugaard, 1906,Ribe Kunstmuseum
- Harald Slott-Møller, Aften, Ribe, 1909, Ribe Kunstmuseum
- Johan Rohde, Toldbroen i Ribe, set fra skibbroen, 1912, Ribe Kunstmuseum